# Championnat féminin de la CONCACAF 1993
Navigation
Édition précédente Édition suivante
Le Championnat féminin de la CONCACAF 1993 est la deuxième édition du Championnat féminin de la CONCACAF, qui met aux prises les meilleures sélections féminines de football d'Amérique du Nord, d'Amérique centrale et des Caraïbes affiliées à la CONCACAF. La compétition se déroule à New Hyde Park aux États-Unis du 4 au 8 août 1993.

## Villes
| \| New Hyde Park \| |                          |
| \| New Hyde Park \| | New Hyde Park États-Unis |
| ------------------- | ------------------------ |
| \| New Hyde Park \| | New Hyde Park            |

## Nations participantes
| Équipe                |                       |                       |
| Zone Amérique du Nord | Zone Amérique du Nord | Zone Amérique du Nord |
| --------------------- | --------------------- | --------------------- |
| Canada                |                       |                       |
| États-Unis            |                       |                       |
| Zone Caraïbes         |                       |                       |
| Trinité-et-Tobago     |                       |                       |
| Invité                |                       |                       |
| Nouvelle-Zélande      |                       |                       |

## Compétition
Le format de la compétition est celui d'un tournoi toutes rondes simple. Chaque équipe joue un match contre toutes les autres équipes du même groupe.
- Victoire : 3 points ;
- Match nul : 1 point ;
- Défaite : 0 point.